# Antonin z Jerozolimy
Antonin z Jerozolimy – dwudziesty siódmy biskup Jerozolimy.